# Australská vlajka

Australská vlajka
Poměr stran: 1:2

Australská námořní vlajka
Poměr stran: 1:2

Australská námořní válečná vlajka
Poměr stran: 1:2

Vlajka Austrálie je tvořena modrým listem o poměru stran 1:2, v kantonu, zabírajícím čtvrtinu listu, je umístěn Union Jack, pod kantonem je sedmicípá hvězda, jedním cípem směřující ke kantonu. Ve vlající části je zobrazeno pět hvězd souhvězdí Jižního kříže, s jeho nejjasnější hvězdou Acrux (zcela dole) – čtyři sedmicípé, pouze hvězda ε Cru je pěticípá.
Union Jack je symbol Spojeného království, připomínající vazby Austrálie na britskou korunu. Sedmicípá hvězda je nazývána Commonwealth Star (hvězda Commonwealthu) nebo Star of Federation (hvězda federace). Její šest cípů symbolizuje šest svazových států, sedmý je společný pro dvě nezávislá federální teritoria. Souhvězdí Jižního kříže je s Austrálií často spojováno.
Vlajka generálního guvernéra (přijatá v roce 1936) je standardního vzoru, na zlaté stuze je modrý nápis COMMONWEALTH OF AUSTRALIA.

Rozměry australské vlajky
Rozměry hvězd (anglicky)

## Historie
Australská federace vznikla 1. ledna 1901, v březnu 1901 se konaly první federální volby a první australský premiér Edmund Barton vyhlásil mezinárodní soutěž na australskou federální vlajku. Do soutěže bylo přihlášeno 32 832 návrhů, 3. září 1901 Barton vyhlásil vítěze. Poprvé byla vlajka vyvěšena týž den v tehdejším hlavním městě Melbourne nad kupolí Královské výstavní budovy, v které sídlila federální vláda. Tato vlajka měla rozměry 5,5 × 11 m a byla známá jako „Commonwealth blue ensign" – britská modrá služební (státní námořní) vlajka. Designéři pěti, téměř identických návrhů, si rozdělili 200 liber. Hvězdy Jižního kříže byly na návrhu s jiným počtem cípů (5 až 9), tak aby vyjadřovaly rozdílný jas skutečných hvězd.
V roce 1903 návrhy na vlajku (modrou i červenou vlajku obchodního loďstva)  schválil (jak bylo uvedeno v Commonwealth of Australia Gazette č. 8 z roku 1903) britský král Eduard VII. Schválené vlajky však měly jiný počet cípů hvězd Jižního kříže než na návrhu z roku 1901 (shodný se současnými).

Návrh australské vlajky (1901) Poměr stran: 1:2
Australská vlajka (1903–1908) Poměr stran: 1:2

V roce 1908 byl ke hvězdě Commonwealthu přidán sedmý cíp představující australská teritoria. Tato vlajka se užívá dodnes.

## Commonwealth
Austrálie je členem Commonwealthu (který užívá vlastní vlajku) a zároveň je hlavou státu britský panovník (Commonwealth realm), kterého zastupuje generální guvernér (viz seznam vlajek britských guvernérů).
V roce 1960 byla navržena osobní vlajka Alžběty II., určená pro reprezentaci královny v její roli hlavy Commonwealthu na územích, ve kterých neměla jedinečnou vlajku – to byl i případ Austrálie. 20. září 1962 ale byla přijata speciální vlajka Alžběty II. v Austrálii, poprvé ale byla užita až během její návštěvy v roce 1963 (viz seznam vlajek Alžběty II.).
Za vlády Alžběty II. byla na britských symbolech (tedy i vlajkách) zobrazována Koruna sv. Eduarda. Před tím a po její smrti a korunovaci Karla III. je zobrazována tudorovská koruna.

Osobní vlajka královny Alžběty II. v Austrálii (1960–1962) Poměr stran: 1:1
Vlajka královny Alžběty II. v Austrálii (1962–2022) Poměr stran: 1:2
Vlajka australského generálního guvernéra (1953–2024) Poměr stran: 1:2
Vlajka australského generálního guvernéra (1936–1953, od roku 2024) Poměr stran: 1:2

## Debata o nové vlajce
Existují snahy o změnu australské vlajky. V roce 1981 byla založena organizace Ausflag, která se vlajku snaží změnit. Ausflag vyhlásil několik soutěží na novou vlajku. Soutěž profesionálních designérů, vyhlášené v roce 1998, vyhrál Franck Gentil s designem, v kterém nahrazuje britský kanton hvězdou federace.

Vítězný návrh soutěže (1998) Poměr stran: 2:3

## Den australské vlajky
Den vlajky se v Austrálii slaví 3. září, tedy v den prvního vyvěšení návrhu australské vlajky v roce 1901. Australská vlajka byla přijata v roce 1903 a v současné podobě je užívána od roku 1908. Svátek byl vyhlášen v roce 1996.

## Vlajka Aboridžinců (Austrálců)

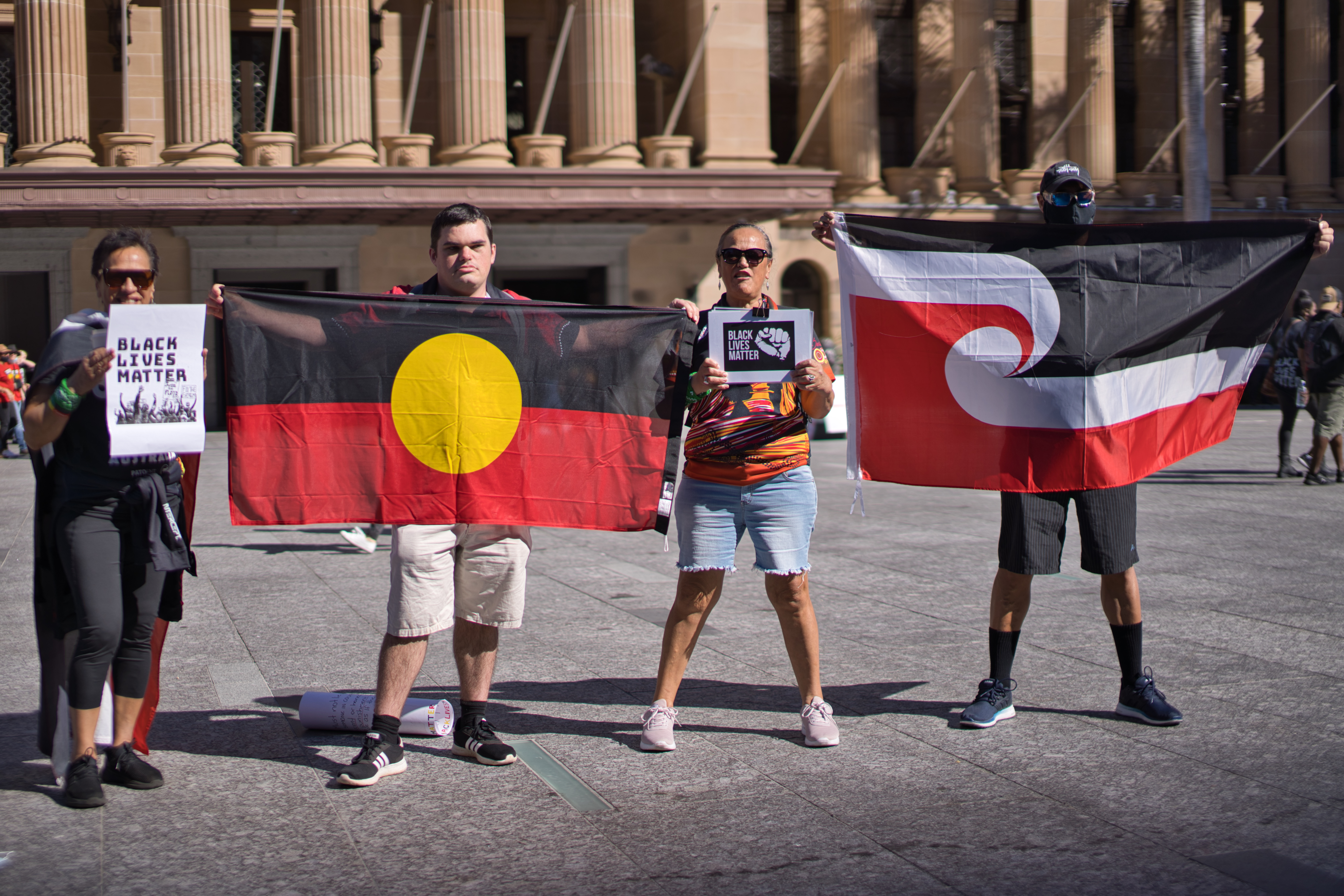
Aboridžinská vlajka

Aboridžinci jsou původní obyvatelstvo Austrálie. Vlajka Aboridžinců je tvořena listem o poměru stran 1:2 nebo 2:3 se dvěma vodorovnými pruhy, černým a červeným, uprostřed je žluté, kruhové pole.
Vlajka etnika je užívána od 14. července 1971, symbolizuje australské domorodce a vyjadřuje jejich identitu. Vlajku navrhl aboridžinský umělec Harold Thomas. Vlajka byla plně akceptována 14. července 1995. Černá barva reprezentuje domorodé obyvatelstvo, červená reprezentuje rudou australskou zemi a duchovní vztah domorodců k ní a žlutá symbolizuje slunce, dárce života.
Thomas, držitel autorských práv, v roce 2018 poskytl licenci na zobrazení vlajky na oblečení firmě WAM Clothing, která začala potlačovat prodej vlajky, dokonce i Aboridžincům. V roce 2022 odkoupila australská vláda (za 20 mil. AUD) od Thomase práva na vlajku s tím, že umožní komukoliv bezplatné užívání této vlajky.

## Vlajky australských nižších celků

Australské státy a teritoria

Austrálie se administrativně člení na šest států, tři kontinentální teritoria. Všechny celky kromě malého teritoria Jervisova zátoka užívají vlastní vlajky. Dále k Austrálii patří několik dalších (ostrovních či vnějších) teritorií, vlastní vlajku užívají jen některá, ostatní užívají vlajku australskou.

### Vlajky australských států
| Vlajka | Stát                               | Hlavní město |
| ------ | ---------------------------------- | ------------ |
|        | Jižní Austrálie Poměr stran: 1:2   | Adelaide     |
|        | Nový Jižní Wales Poměr stran: 1:2  | Sydney       |
|        | Queensland Poměr stran: 1:2        | Brisbane     |
|        | Tasmánie Poměr stran: 1:2          | Hobart       |
|        | Victoria Poměr stran: 1:2          | Melbourne    |
|        | Západní Austrálie Poměr stran: 1:2 | Perth        |

### Vlajky australských federálních teritorií
| Vlajka | Stát                                       | Hlavní město            |
| ------ | ------------------------------------------ | ----------------------- |
|        | Severní teritorium Poměr stran: 1:2        | Darwin                  |
|        | Teritorium hlavního města Poměr stran: 1:2 | Canberra                |
|        | Teritorium Jervisova zátoka                | Volební okrsek Canberra |

### Vlajky australských vnějších teritorií

Vlajka Kokosových ostrovů Poměr stran: 1:2
Norfolkská vlajka Poměr stran: 1:2
Vlajka Vánočního ostrova Poměr stran: 1:2